# Sociedad Española de Vexilología

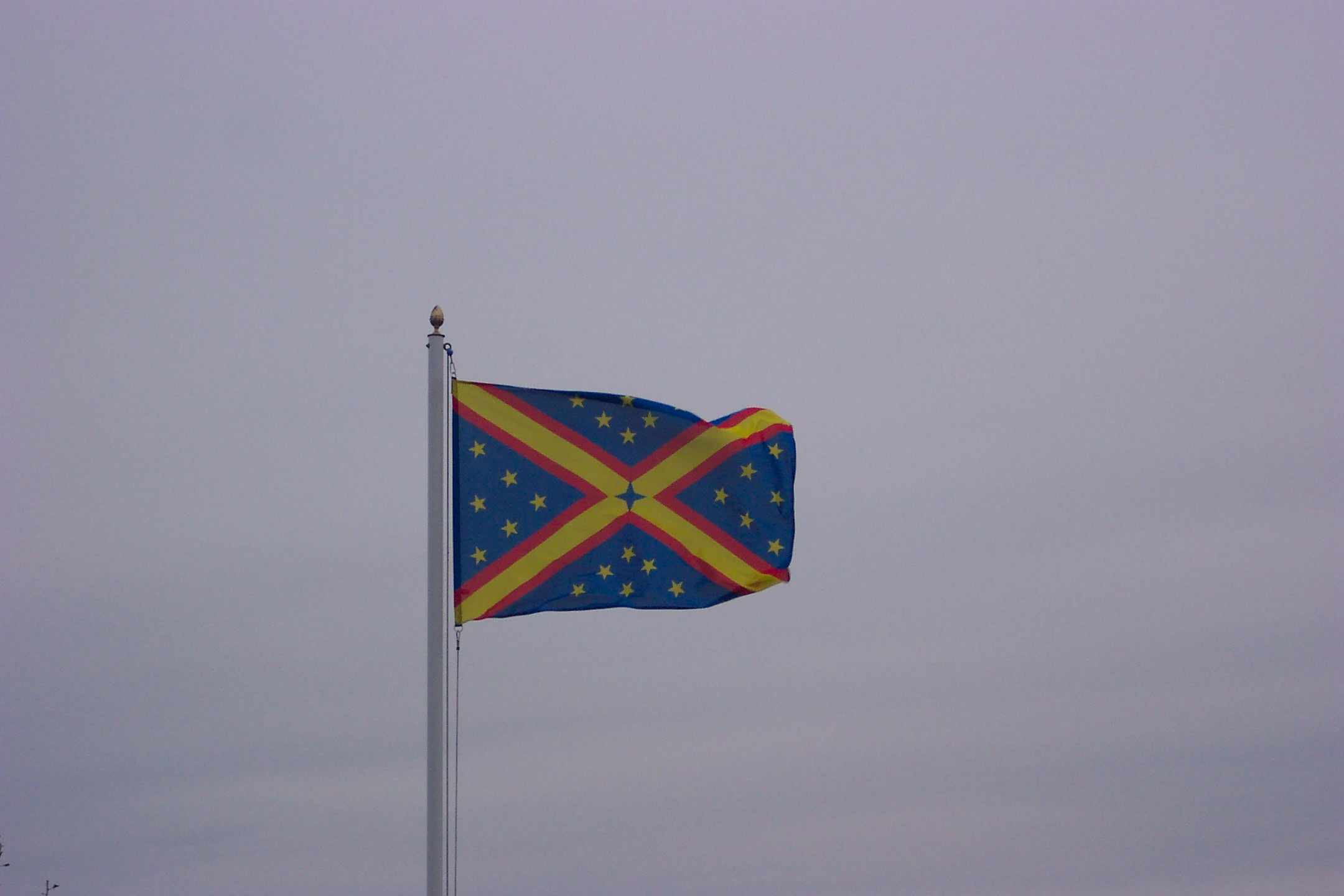
Bandera conmemorativa del 25 aniversario de la fundación de la SEV, en 2003. Fue diseñada por José Manuel Erbez Rodríguez

La Sociedad Española de Vexilología (SEV) es una institución sin ánimo de lucro creada con el fin de fomentar el estudio y desarrollo de la vexilología, o estudio de las banderas, en España. Se fundó el 31 de octubre de 1977, y fue admitida en la Federación Internacional de Asociaciones Vexilológicas (FIAV) como miembro de pleno derecho en 1979.
Entre sus actividades se encuentra la organización de un Congreso Nacional de Vexilología que se celebra anualmente desde 1986, y el asesoramiento gratuito a aquellas entidades que tengan interés en adoptar una nueva bandera. En este último terreno, tiene firmados acuerdos con distintas instituciones, como las diputaciones provinciales de Burgos y Guadalajara. Colabora asiduamente con eventos organizados por entidades como la Institución Fernando el Católico, la Universidad de Zaragoza o el Instituto de Historia y Cultura Militar.

## Bandera
La bandera de la SEV, diseñada por uno de sus socios fundadores, José Luis Brugués Alonso, es cuadrada, de color blanco, con un aspa que forma la Bandera de España, representando la Cruz de Borgoña, símbolo vexilológico tradicional.

## Congresos
| CNV     | Año  | Localidad              | Comunidad autónoma     | Bandera conmemorativa |
| ------- | ---- | ---------------------- | ---------------------- | --------------------- |
| I       | 1986 | Zaragoza               | Aragón                 |                       |
| II      | 1987 | Alicante               | Comunidad Valenciana   |                       |
| III     | 1988 | Madrid                 | Comunidad de Madrid    |                       |
| IV      | 1989 | Alcalá de Henares      | Comunidad de Madrid    |                       |
| V       | 1990 | Ciudad Real            | Castilla-La Mancha     |                       |
| VI      | 1991 | Madrid                 | Comunidad de Madrid    |                       |
| VII     | 1992 | Madrid                 | Comunidad de Madrid    |                       |
| VIII    | 1993 | Madrid                 | Comunidad de Madrid    |                       |
| IX      | 1994 | Granada                | Andalucía              |                       |
| X       | 1995 | Oviedo                 | Principado de Asturias |                       |
| XI      | 1996 | Cuenca                 | Castilla-La Mancha     |                       |
| XII     | 1997 | Guadalajara            | Castilla-La Mancha     |                       |
| XIII    | 1998 | Burgos                 | Castilla y León        |                       |
| XIV     | 1999 | Sevilla                | Andalucía              |                       |
| XV      | 2000 | Zaragoza               | Aragón                 |                       |
| XVI     | 2001 | Soria                  | Castilla y León        |                       |
| XVII    | 2002 | Valencia / Alcira      | Comunidad Valenciana   |                       |
| XVIII   | 2003 | Miranda de Ebro        | Castilla y León        |                       |
| XIX     | 2004 | Santa Cruz de Tenerife | Canarias               |                       |
| XX      | 2005 | Castellón de la Plana  | Comunidad Valenciana   |                       |
| XXI     | 2006 | Logroño                | La Rioja               |                       |
| XXII    | 2007 | Valladolid             | Castilla y León        |                       |
| XXIII   | 2008 | Basauri                | País Vasco             |                       |
| XXIV    | 2009 | Toledo                 | Castilla-La Mancha     |                       |
| XXV     | 2010 | Orense                 | Galicia                |                       |
| XXVI    | 2011 | Fitero                 | Navarra                |                       |
| XXVII   | 2012 | Plasencia              | Extremadura            |                       |
| XXVIII  | 2013 | Vitoria                | País Vasco             |                       |
| XXIX    | 2014 | Ponferrada             | Castilla y León        |                       |
| XXX     | 2015 | Huelva                 | Andalucía              |                       |
| XXXI    | 2016 | Segovia                | Castilla y León        |                       |
| XXXII   | 2017 | Jaca                   | Aragón                 |                       |
| XXXIII  | 2018 | Ávila                  | Castilla y León        |                       |
| XXXIV   | 2019 | Salamanca              | Castilla y León        |                       |
| XXXV    | 2020 | Navaleno               | Castilla y León        |                       |
| XXXVI   | 2021 | Marín                  | Galicia                |                       |
| XXXVII  | 2022 | Jaén                   | Andalucía              |                       |
| XXXVIII | 2023 | Cartagena              | Región de Murcia       |                       |
| XXXIX   | 2024 | Almagro                | Castilla-La Mancha     |                       |

## Presidentes
| Desde                  | Hasta                  | Presidente                  |
| ---------------------- | ---------------------- | --------------------------- |
| 31 de octubre de 1977  | 13 de octubre de 1996  | Sebastián Herreros Agüí     |
| 13 de octubre de 1996  | 2 de noviembre de 2002 | Jesús Ruíz de Burgos Moreno |
| 2 de noviembre de 2002 | 7 de octubre de 2023   | José Carlos Alegría Díaz    |
| 7 de octubre de 2023   | actualidad             | Jorge Hurtado Maqueda       |

## Publicaciones
Sus publicaciones periódicas, Banderas y Gaceta de banderas, recogen estudios y artículos relacionados con el mundo de las banderas. Además, la SEV ha editado los siguientes libros:
- Comunicaciones del XI Congreso Internacional de Vexilología (Madrid, 1985).
- Comunicaciones al IV Congreso Nacional de Vexilología.
- Álvarez Rodríguez, Rafael (coord.) (2003). Diccionario de vexilología.
- Hurtado Maqueda, Jorge (2004). Banderas y escudos de la Comunidad de Madrid.
- Hurtado Maqueda, Jorge (2006). Banderas y escudos de la Comunidad de La Rioja.
- Erbez Rodríguez, José Manuel. Banderas y escudos de Canarias.
- Erbez Rodríguez, José Manuel; García Farrán, Francisco Manuel (2013). Banderas y escudos de Sevilla.
- Arias Pérez, Luis Miguel. Emblemas del Estado de la Ciudad del Vaticano.
- Panizo Gómez, Eduardo (2014). Banderas y escudos del Principado de Asturias.
- Gómez Herrera, Rafael Luis (2015). Lepanto: las banderas en la más alta ocasión.
- Erbez Rodríguez, José Manuel; García Farrán, Francisco Manuel (2015). Banderas y escudos de Huelva.
- Erbez Rodríguez, José Manuel; Hurtado Maqueda, Jorge; Ruiz Encinar, Mario (2016). Banderas y escudos de Segovia.
- Gómez Herrera, Rafael Luis (2017). Las banderas en los tapices historiados de Pastrana.
- Erbez Rodríguez, José Manuel; Hurtado Maqueda, Jorge; Ruiz Encinar, Mario (2017). Banderas y escudos de Huesca.
- Gómez Herrera, Rafael Luis (2017). En busca de las banderas andalusíes.
- Gómez Herrera, Rafael Luis (2018). Compendio de las banderas de España.
- Arias Pérez, Luis Miguel (2018). Nueva revisión del reglamento de banderas.
- Erbez Rodríguez, José Manuel; Hurtado Maqueda, Jorge; Ruiz Encinar, Mario (2018). Banderas y escudos de Ávila.
- Gómez Herrera, Rafael Luis (2019). Banderas en los murales sobre la batalla de Mühlberg.
- Erbez Rodríguez, José Manuel; Hurtado Maqueda, Jorge; Ruiz Encinar, Mario (2019). Banderas y escudos de Salamanca.
- Bourdon García, Carlos (2019). Guiones y banderas paracaidistas.
- Vales Vía, José Domingo (2020). Banderas y escudos de Toledo.
- Erbez Rodríguez, José Manuel; Hurtado Maqueda, Jorge; Ruiz Encinar, Mario (2020). Banderas y escudos de Soria.
- Erbez Rodríguez, José Manuel; Hurtado Maqueda, Jorge; Ruiz Encinar, Mario (2021). Banderas y escudos de Pontevedra.
- Gómez Herrera, Rafael (2022). Banderas en murales bélicos de palacios renacentistas.
- Erbez Rodríguez, José Manuel; García Farrán, Francisco Manuel (2022). Banderas y escudos de Jaén.
- Gómez Herrera, Rafael (2023). Banderas en murales bélicos de edificios religiosos.
- Erbez Rodríguez, José Manuel; Hurtado Maqueda, Jorge; Ruiz Encinar, Mario (2023). Banderas y escudos de la Región de Murcia.
- Erbez Rodríguez, José Manuel; Hurtado Maqueda, Jorge; Ruiz Encinar, Mario; Gavira Tomás, Ignacio (2024). Banderas y escudos de Ciudad Real.